# Barr Lake
Der Barr Lake ist ein Stausee im Adams County im US-Bundesstaat Colorado, der rund 30 km nordöstlich von Denvers Stadtzentrums sowie fünf Kilometer südöstlich von Brighton in den Great Plains liegt. 
Im Jahr 1977 wurde das den See umgebende Gebiet als kostbares Vogelrückzugsgebiet anerkannt und der Barr Lake zum State Park erklärt. Zusammen mit dem Rocky-Mountains-Vogelobservatorium beschäftigt die State Park Verwaltung freiwillige Helfer, die insbesondere Weißkopfseeadler beobachten und dabei ihre Verhaltensweisen studieren.

## Geschichte
Der nach einem Bauingenieur benannte Barr Lake entstand im Jahr 1908, als die Farmer’s Reservoir and Irrigation Company mit der Vergrößerung des Oasis-Damms das Oasis- sowie das kleinere Burlington-Reservoir zu einem größeren Stausee vereinten. Das Oasis-Reservoir wurde seinerseits bereits im Jahr 1886 errichtet, als mit dem Bau des Burlington-Kanals eine Ablenkung des South Platte River in eine weite Bisonsuhle begann. Diese natürliche Präriesenke sammelte bis dato im Frühjahr regelmäßig Wasser, von denen neben den Bisons auch die seinerzeit in dieser Region heimischen Wölfe und Wapitihirsche sowie auch die sich auf dem Goodnight-Loving Trail befindlichen Longhorn-Rinder aus Texas profitierten. Jagende Arapaho- und Cheyenne-Indianer partizipierten am reichhaltigen Wildtierbestand in dieser Region, für Weiße war die weite Graslandschaft bis zu jenem Zeitpunkt dagegen noch nicht interessant.
Dies änderte sich Anfang der 1880er Jahre, als die Chicago, Burlington and Quincy Railroad ihr Eisenbahnnetz von Chicago in Richtung Denver ausweitete und Colorados Landeshauptstadt schließlich im Jahr 1883 erreichte. Für eine Wasserversorgung der Region fehlte allerdings noch immer eine verlässliche Quelle. Das daraufhin mittels des Burlington-Kanals angelegte Oasis-Reservoir veränderte das Landschaftsbild in Ufernähe grundlegend. Die einstige Prärie verwandelte sich hier in einen dichter werdenden Pappelwald, in der Schwarz-Pappeln in die Höhe schossen und in dem Wildtiere ein wichtiges Rückzugsgebiet fanden. Diese zogen wiederum immer mehr Vogelfreunde, Angler und Jäger an, die dafür teils zu Tagesausflügen auf der neuen Eisenbahnlinie von Denver anreisten.
In den 1950er Jahren begann eine stetige Verschmutzung des Barr Lakes durch das flussaufwärts gelegene Denver, aus dem verunreinigte Abwässer in den See flossen. Erst ein 1964 verabschiedetes Gesetz zur Wasseraufbereitung und die South-Platte-Flut von 1965 sorgten schließlich wieder für eine Normalisierung am Stausee.

## State Park
Der Barr Lake ist heute einer von 43 State Parks Colorados. Zu den Freizeitangeboten der Parkanlage gehören neben dem Angeln auf (Regenbogenforellen, Muskellungen, Blaue Sonnenbarsche sowie Amerikanische Zander) auch das Bootsfahren, wofür die Nordhälfte des Sees reserviert wurde. Das südliche Ende des Sees wurde dagegen explizit zum Wildschutzgebiet (Wildlife Refuge) erklärt, das strengen Restriktionen unterliegt. Der Barr Lake State Park ist ganzjährig, jedoch nur tagsüber und ohne Campingmöglichkeiten, geöffnet.
Der coloradischen State-Park-Verwaltung unterstehen 28 % des Barr-Lake-State-Parks, während der See selbst von der Farmer’s Reservoir and Irrigation Company und der am Ostufer des Barr Lake verlaufende Denver-Hudson-Kanal vom Henrylyn Irrigation District verwaltet werden.

## Flora und Fauna

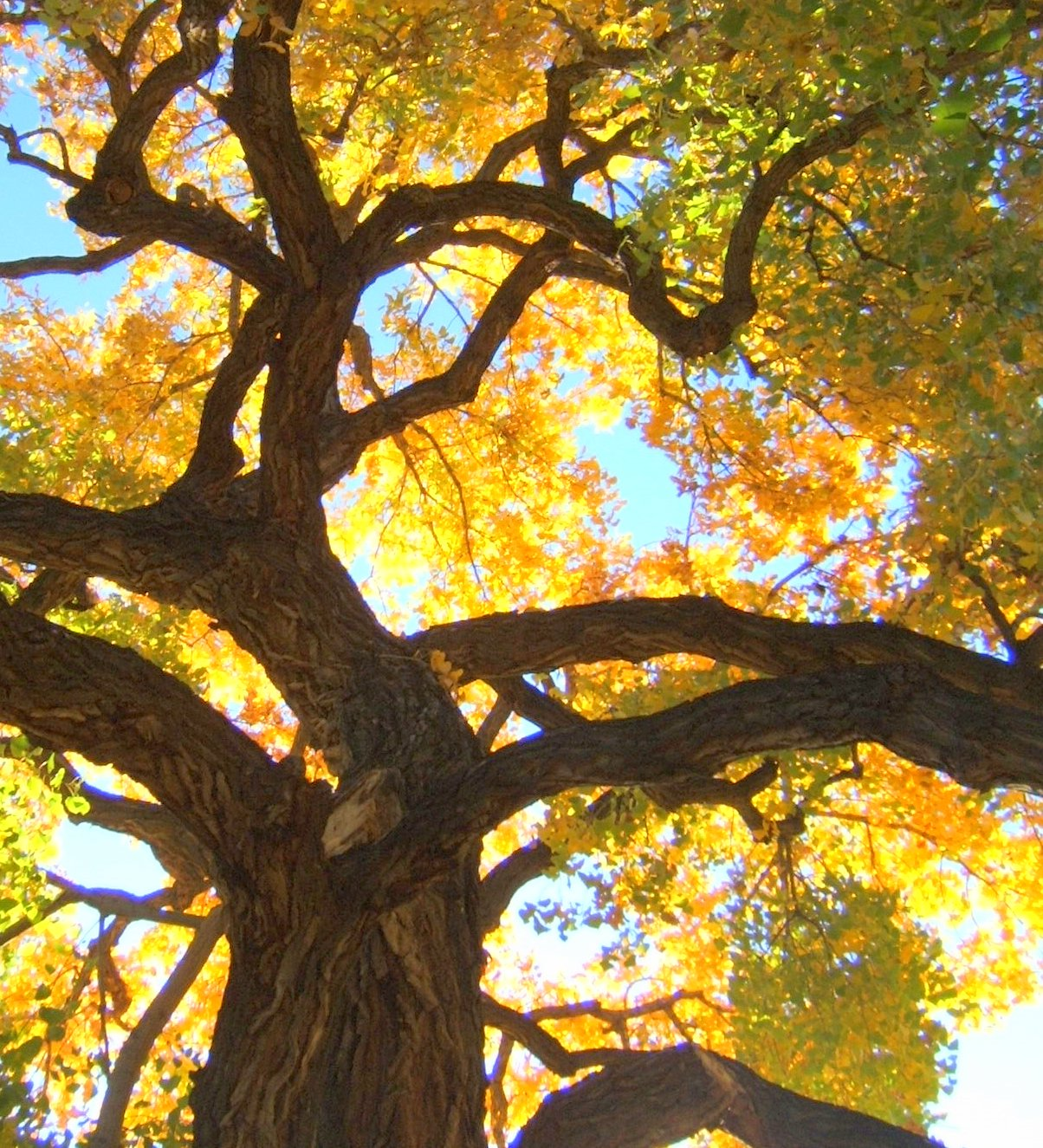
Eine Pappel im Herbst

In der von weiten Graslandschaften geprägten Hochebene der Plains dominieren am Seeufer des Barr Lake mit der eurasischen Schwarz-Pappel verwandte cottonwood trees (Populus deltoides oder Populus fremontii), eine schnell und hochwachsende Art der Pappeln, die auf Grund ihres großen Wasser- und Nährstoffbedarfs insbesondere an Fluss- und Seeufern wächst. Zu den mitunter im State Park zu sichtenden Säugetieren gehören neben Füchsen und Maultierhirschen auch Kojoten.
Das südwestliche Ende des Sees sowie die Sumpfgebiete entlang des Sees bilden ein Rückzugsgebiet für zahlreiche Vogelarten, darunter Kanadareiher, Truthahngeier, Rundschwanzsperber, Pelikane und verschiedene Adlertypen. Die State Parkverwaltung verweist inzwischen auf mehr als 350 bisher im Barr-Lake-State Park gesichtete Vogelarten. Der das US-amerikanische Wappen zierende Weißkopfseeadler wurde am Barr Lake erstmals 1986 gesichtet, an dem er seither in den Schwarz-Pappeln nistet. Die Mitte bis Ende März schlüpfenden Jungtiere der Greifvögel wachsen in den ersten drei Monaten sehr schnell und sind nach rund 10–12 Wochen in der Lage das Nest zu verlassen. Die beste Aussicht auf die Adlernester bestehen vom Gazebo aus, einem zwei Kilometer langen Uferweg, der südlich des Naturzentrums in das Wildschutzgebiet führt. Das Naturzentrum stellt hierfür Ferngläser zur Verfügung und betreibt obendrein einen so genannten Eagle Express – einen von Mai bis Oktober verkehrenden Park-Shuttle.
Das State Park-Naturzentrum – eine bundesstaatlich wie auch vom United States Fish and Wildlife Service (Wildschutzbehörde der Vereinigten Staaten) geförderte Einrichtung am Ostufer des Barr Lake – liefert allgemeine Informationen zum Wildtierschutz, während das im nördlichen Teil des Parks befindliche Rocky Mountain Bird Observatory sich gezielt der Vogelbeobachtung widmet.